# Johann Karl Loth
Pour les articles homonymes, voir Loth (homonymie), Lotti et Carlotto.
Johann Karl Loth (ou Johann Carl Loth) dit aussi Carlo Lotti ou le Carlotto, né à Munich le 8 août 1632, mort le 6 septembre 1698 à Venise est un peintre baroque bavarois qui œuvra une grande partie de sa vie à Venise.

## Biographie
Son père Ulrich Loth (it) (1599-1662) a été l'élève de Saraceni, et fut peintre de cour de l'électeur de Bavière, tandis que sa mère était miniaturiste. Il reçoit donc sa première formation en famille.
Il est possible qu'il se soit rendu à Rome où il s'imprègne de l'œuvre du Caravage et des Carrache, avant de s'installer à Venise vers 1655 à l'époque du "ténébrisme". Il est probablement l'élève de Pietro Liberi. Le Génois Giovan Battista Langetti, installé aussi à Venise, l'influence particulièrement. Il s'inspire de même de Rubens et de Bernardo Strozzi.
Il passe ensuite à peinture plus classique d'inspiration romaine, à l'exemple de Pierre de Cortone, pour aboutir, à un style empreint d'académisme, selon le goût du baroque romain. Il dirigea jusqu'à sa mort un important atelier.
Son frère Franz Loth était aussi peintre à Venise. Johann Karl Loth eut notamment pour élèves Cornelis de Bruijn, Willem Drost, Giovan Battista Langetti, Santo Prunati, Johann Michael Rottmayr, Daniel Seiter, Paul Strudel, etc.

## Œuvre
On peut admirer ses compositions dans les églises vénitiennes, comme à Santa Maria del Giglio (Notre-Dame du Lys) avec le Martyre de saint Eugène, ou la bénédiction de Jacob.
- La Résurrection du Christ, huile sur toile, 75 × 98 cm, Musée des Offices, Florence. Ébauche pour la cathédrale de Trente[4].
- Jupiter et Mercure reçus par Philémon et Baucis (1659-1662), huile sur toile, 178 × 252 cm, Kunsthistorisches Museum, Vienne
- La Sainte Famille et le Père éternel (1681), huile sur toile, 385 × 188 cm, Église San Silvestro, Venise. Commande de la confrérie de San Giuseppe[5].
- Le Christ devant Caïphe, dessin, Paris, musée du Louvre[6].

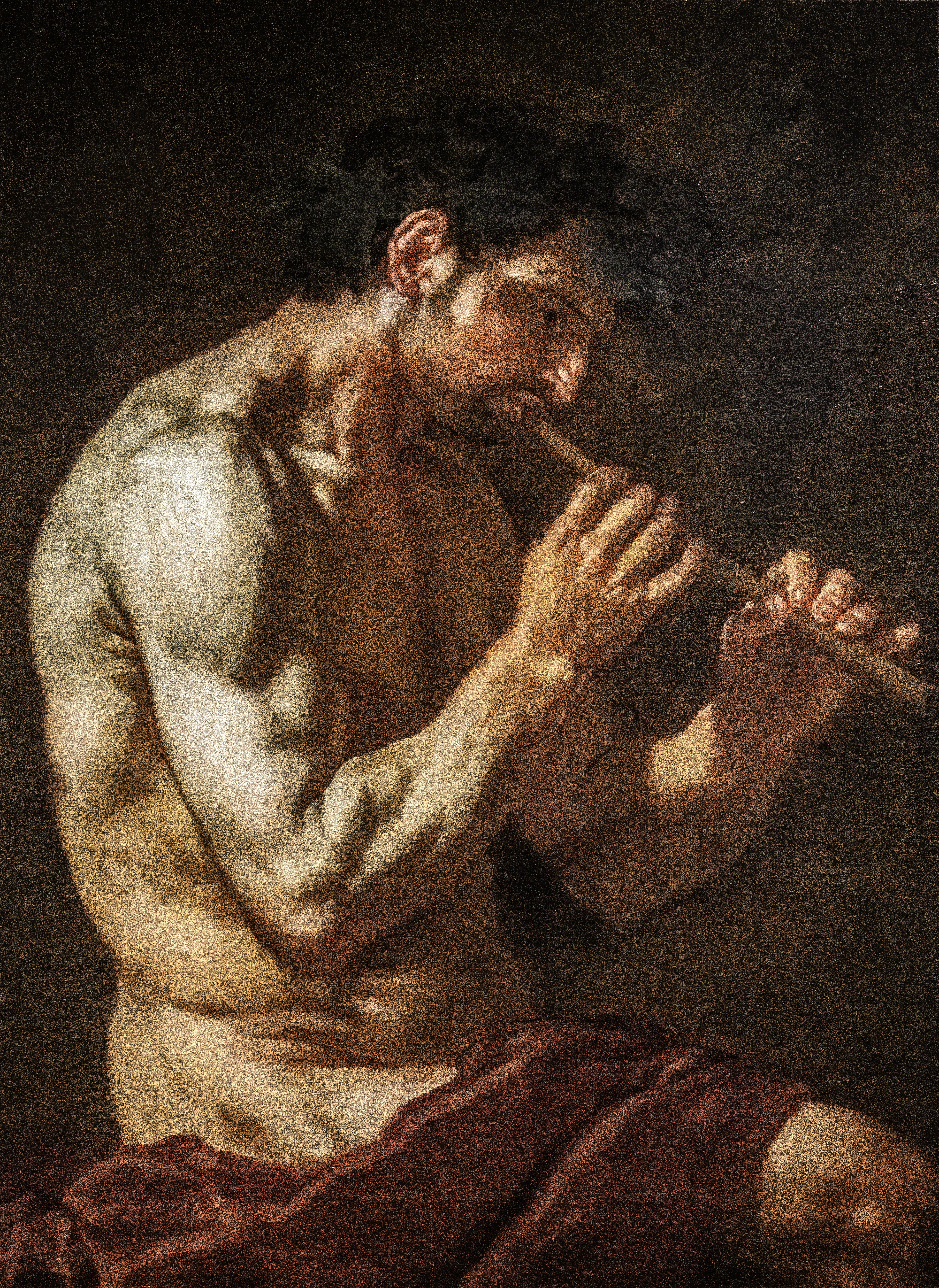
Jeune homme avec un fifre Pinacothèque Egidio-Martini, Venise
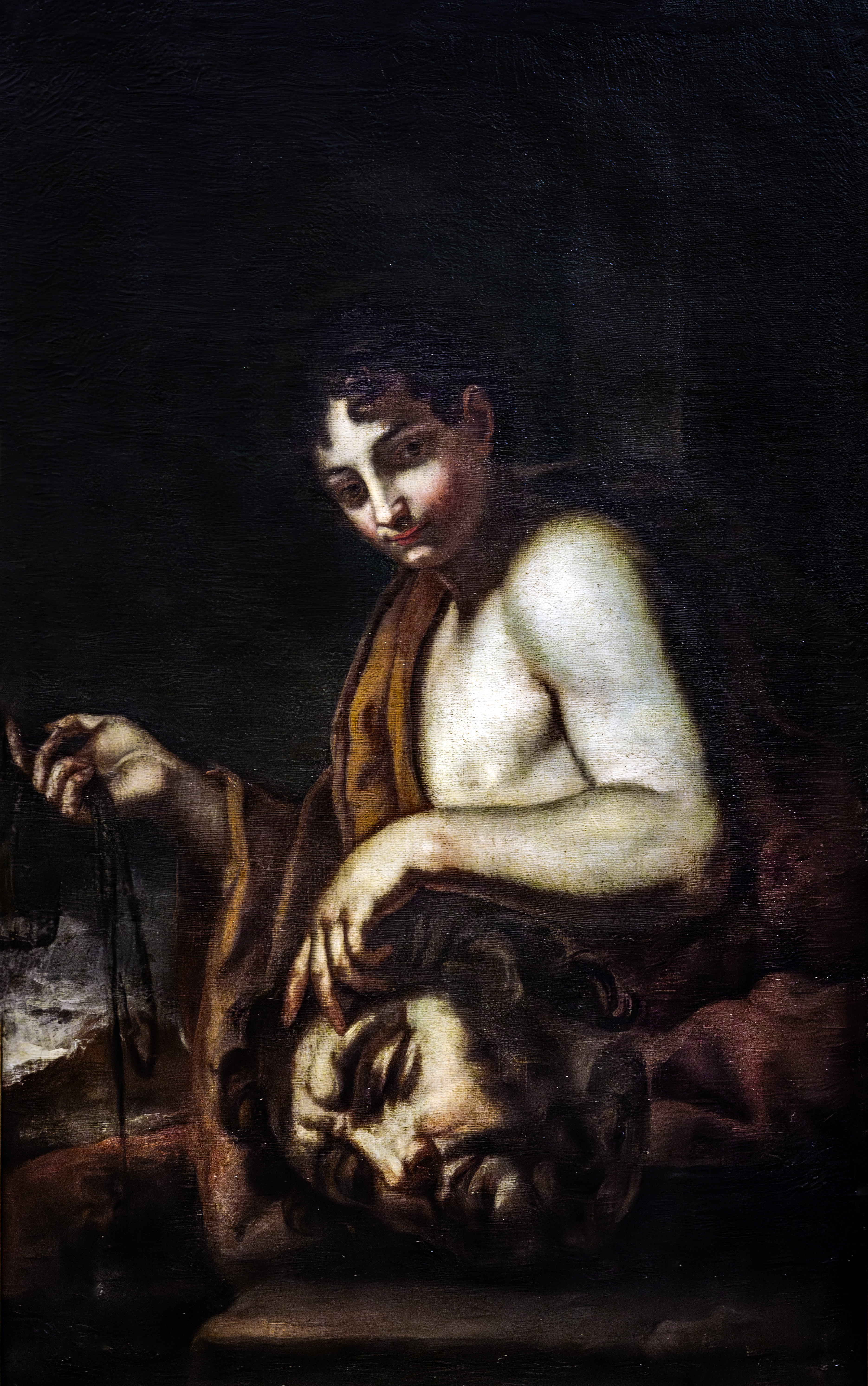
David avec la tête de Goliath, Museo civico di Santa Caterina,  Trévise
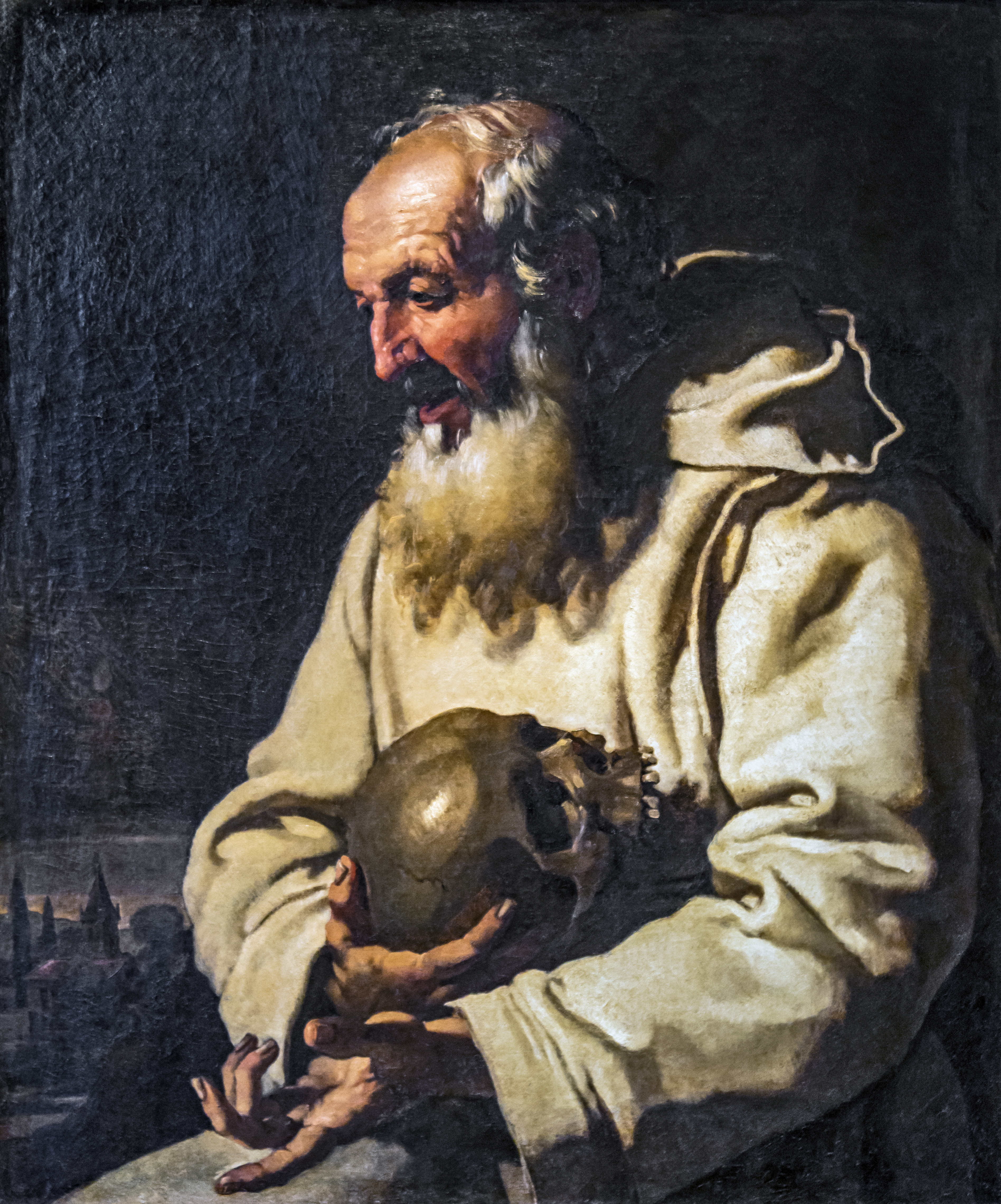
Romuald de Ravenne Gallerie dell'Accademia de Venise
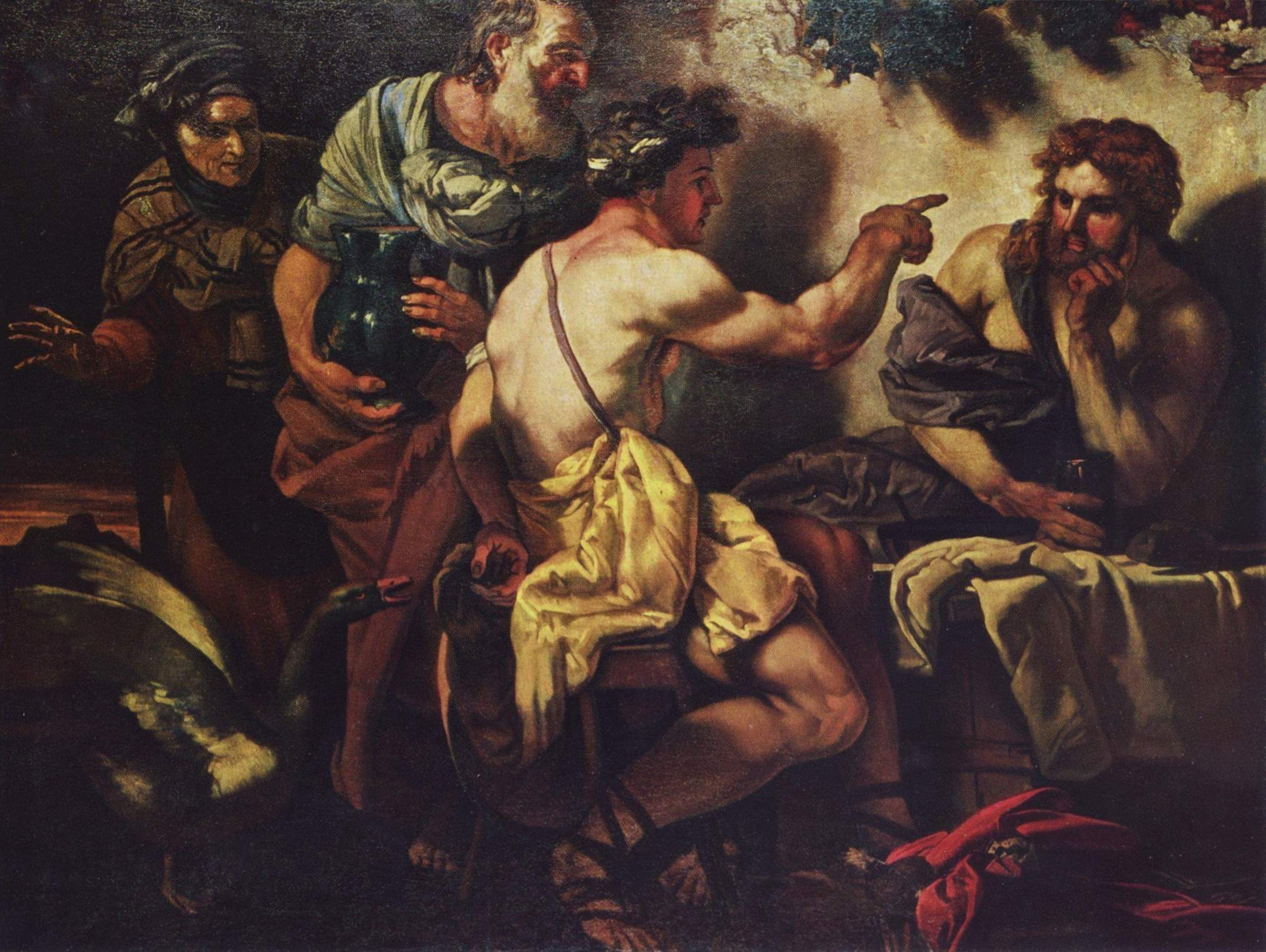
Jupiter et Mercure hôtes de Philémon et Baucis (vers 1659) Kunsthistorisches Museum